# Seraphim Falls
Seraphim Falls, Enfrentados en España y Perseguidos por el pasado en Hispanoamérica, es una película de 2006, del género drama, protagonizada por Liam Neeson y Pierce Brosnan y dirigida por David Von Ancken.

## Sinopsis
Terminada la Guerra de Secesión, el excoronel confederado Morsman Carver (Liam Neeson) emprende la búsqueda por venganza del solitario excapitán Gideon del ejército federal (Pierce Brosnan), con el objetivo de asesinarlo por haberse excedido en sus atribuciones, ya que los soldados de Gideon prendieron fuego al establo anexo a la casa de Carver, que se propagó a la vivienda, y su esposa, su hijo y su hija recién nacida murieron entre las llamas.
Morsman Carver, debido a este incidente, se transforma en un tenaz perro de presa y perseguidor de Gideon, contratando sicarios para que le acompañen. Gideon se fuga a matacaballos una y otra vez a pesar de estar a punto de ser muerto varias veces intentando burlar a Carver. Gideon demuestra ser muy difícil de atrapar, ya que cuando se siente acosado mata sin piedad a los sicarios de Carver.
La persecución tendrá lugar a través de terrenos agrestes del Oeste de Estados Unidos, atravesando bosques, cascadas, desiertos y poblados en la época de la conquista del Oeste.

## Críticas
La película recibió buenas críticas en general, pero un gran número de críticas negativas recayeron en el final, tildándolo de ridículo y poco coherente. Aun así, las actuaciones de Liam Neeson y Pierce Brosnan fueron bien recibidas. La actuación de Pierce Brosnan es la más destacable de sus interpretaciones. Aparecen brevemente Anjelica Huston y Wes Studi en las controvertidas escenas finales de Seraphim Falls.